# Andréi Grechin
Andréi Vladímirovich Grechin, nacido el 21 de octubre de 1987 en Barnaúl, Krai de Altái, Rusia es un nadador ruso. Grechin compitió en cuatro modalidades en los juegos olímpicos de 2008 en Pekín (50 m libre masculino, 100 m libre masculino, 4 × 100 m libre masculino y 4 × 100 m combinado.
En el Campeonato Mundial de Natación de 2009 en Roma, Grechin nadó en los 4 × 100 m libre en el que su equipo obtuvo la medalla de plata.